# Connor Mackey
Connor Mackey (* 12. září 1996) je profesionální americký hokejový obránce momentálně hrající v severoamerické National Hockey League (NHL) za tým Arizona Coyotes. Na mistrovství světa 2021 v Lotyšsku vybojoval spolu s americkou reprezentací bronzové medaile. Jeho otec David Mackey odehrál v 80. a 90. letech 20. století více než 120 utkání v NHL za kluby Chicago Blackhawks, Minnesota North Stars a St. Louis Blues.

## Statistiky

### Klubové statistiky
| Sezóna      | Klub            | Soutěž      |    | Základní část | Základní část | Základní část | Základní část | Základní část |   | Play off | Play off | Play off | Play off | Play off |
| Sezóna      | Klub            | Soutěž      | Z  | G             | A             | B             | TM            | Z             | G | A        | B        | TM       |          |          |
| 2017/18     | Minnesota State | WCHA        | 40 | 4             | 8             | 12            | 40            | —             | — | —        | —        | —        |          |          |
| 2018/19     | Minnesota State | WCHA        | 42 | 7             | 18            | 25            | 55            | —             | — | —        | —        | —        |          |          |
| 2019/20     | Minnesota State | WCHA        | 36 | 7             | 17            | 24            | 29            | —             | — | —        | —        | —        |          |          |
| 2020/21     | Calgary Flames  | NHL         | 6  | 1             | 2             | 3             | 20            | —             | — | —        | —        | —        |          |          |
| 2020/21     | Stockton Heat   | AHL         | 27 | 3             | 13            | 16            | 33            | —             | — | —        | —        | —        |          |          |
| 2021/22     | Stockton Heat   | AHL         | 53 | 5             | 31            | 36            | 83            | 7             | 1 | 3        | 4        | 4        |          |          |
| 2021/22     | Calgary Flames  | NHL         | 3  | 0             | 1             | 1             | 2             | —             | — | —        | —        | —        |          |          |
| 2022/23     | Calgary Flames  | NHL         | 10 | 2             | 1             | 3             | 9             | —             | — | —        | —        | —        |          |          |
| 2022/23     | Arizona Coyotes | NHL         | 20 | 1             | 3             | 4             | 39            | —             | — | —        | —        | —        |          |          |
| NHL celkově | NHL celkově     | NHL celkově | 39 | 4             | 7             | 11            | 70            | —             | — | —        | —        | —        |          |          |

### Reprezentační statistiky
| Rok                            | Tým                            | Soutěž                         | Z  | G | A | B | TM |
| ------------------------------ | ------------------------------ | ------------------------------ | -- | - | - | - | -- |
| 2021                           | USA                            | MS                             | 7  | 0 | 1 | 1 | 2  |
| 2023                           | USA                            | MS                             | 10 | 1 | 2 | 3 | 8  |
| Seniorská reprezentace celkově | Seniorská reprezentace celkově | Seniorská reprezentace celkově | 17 | 1 | 3 | 4 | 10 |